# Cassandra Harris
Cassandra Harris, ursprungligen Sandra Colleen Waites, född 15 december 1948 i Sydney, New South Wales, död 28 december 1991 i Los Angeles, Kalifornien, var en australisk-amerikansk skådespelerska.  Harris spelade bland annat Lisl von Schlaf i James Bond-filmen Ur dödlig synvinkel (1981).
Hon var gift med Pierce Brosnan från 1980 till sin död 1991 i äggstockscancer. Hon fick tre barn, varav de två äldsta i hennes äktenskap med Dermot Harris, yngre bror till skådespelaren Richard Harris.